# Schiedsrichter (Feuerwehr)
Schiedsrichter werden in den deutschen Feuerwehren Feuerwehr-Führungskräfte genannt, die Leistungsprüfungen und Wettbewerbe in den Feuerwehren abnehmen und bewerten dürfen. Bei Wettbewerben werden Schiedsrichter auch als Bewerter oder Wertungsrichter bezeichnet. Durch ihre Arbeit unterstützen sie die Kreisausbilder.

## Leistungsprüfungen und Wettbewerbe
Leistungsprüfungen (umgangssprachlich auch Leistungsabzeichen bzw. -übungen genannt) sind bewertete Einsatzübungen, zumeist auf Grundlage der Feuerwehrdienstvorschrift 3, die einen möglichst fehlerfreien Ablauf innerhalb einer definierten Höchstzeit verlangen und der Ausbildung innerhalb der Feuerwehren dienen. Bei den meisten Leistungsprüfungen kommen weitere Zusatzaufgaben wie Gerätekunde, Kenntnisse in Erster-Hilfe oder ähnlichem hinzu. Sie sind in den Bereich der Ausbildung zu rechnen. Als Einsatzübung gelten meisten ein Löschangriff oder im Bereich der Technischen Hilfeleistung ein angenommener Verkehrsunfall (z. B. Hessische Feuerwehrleistungsabzeichen bzw. -leistungsübungen).
Jugend-Leistungsprüfungen konzentrieren sich meistens auf die Grundtätigkeiten der Feuerwehr-Dienstvorschrift 1. Hierzu zählen u. a. die Jugendflamme und die Bayerische Jugendleistungsprüfung.
Wettbewerbe (auch Bewerbe genannt) können recht unterschiedliche Gestaltung haben und sind teilweise wie Leistungsprüfungen aufgebaut. Ein Unterscheidungscharakter zu den Leistungsprüfungen ist jedoch das gleichzeitige oder nur geringfügig zeitversetzte Starten mehrerer Gruppen, deren Höchstzeiten miteinander verglichen werden und eine Platzierungsliste erstellt wird. Auch ist der Ausbildungscharakter bei vielen Wettbewerben nicht mehr so ausgeprägt wie bei den Leistungsprüfungen. Bei immer mehr Wettbewerben, auch im Jugend-Bereich, geht man jedoch dazu über, beim Erreichen einer definierten Mindestleistung oder -zeit auch hier den angetretenen Gruppen ein Abzeichen zu verleihen.
Zu den Wettbewerben im Erwachsenen-Bereich zählen das Bundesleistungsabzeichen, die Feuerwehrleistungsspange von Rheinland-Pfalz, die Feuerwehrleistungsspange Saarland, das Wettbewerbsabzeichen des Bezirksfeuerwehrverbandes Oberpfalz, die alle nach den Richtlinien für den traditionellen internationalen Feuerwehrwettbewerb ausgetragen werden. Weitere Wettbewerbe sind die Feuerwehrleistungsmärsche und Atemschutzleistungswettbewerbe (kurz: Atemschutzleistungsbewerbe).

## Ausbildung der Schiedsrichter

### Einsatzabteilung
Zugangsvoraussetzung zu einem Schiedsrichter-Lehrgang ist ein bestandener und abgeschlossener Gruppenführer-Lehrgang. Länderspezifisch können weitere Voraussetzungen hinzukommen.
In Hessen dauert der Schiedsrichter-Lehrgang drei Tage, in Bayern fünf Tage bzw. 41 Stunden.
Ausbildungsinhalte sind die Feuerwehr-Dienstvorschriften, insbesondere die FwDV 1 und 3, die Richtlinien der landesspezifischen Leistungsprüfungen, Aufbau der Abnahmeplätze, Durchführung von Abnahmen, Fehlererkennung und praktisches Bewerten.

### Jugendabteilung
Zur Abnahme der Leistungsspange der Deutschen Jugendfeuerwehr wird ein Abnahmeberechtigten-Lehrgang benötigt, der alle zwei Jahre wiederholt werden muss. In Bayern finden zusätzlich jährliche Unterweisungen statt. Der Abnahmeberechtigter soll zudem einen Schiedsrichter-Lehrgang haben, ist jedoch in einer Abnahme selbst nicht als Bewerter aktiv, sondern hat eher darauf zu achten, dass die vorgegebenen Regularien eingehalten werden.
Abnahmeberechtigte werden zudem als Bewerter bei den Bezirks-, Landes- und Bundesentscheiden des Bundeswettbewerbes der Deutschen Jugendfeuerwehr und dem Internationalen Jugendwettbewerb eingesetzt. Hier werden sie zusätzlich durch benannte Landeswertungsrichter unterstützt, die ebenfalls einen Schiedsrichter-Lehrgang bzw. eine regelmäßige Unterweisung ähnlich dem Abnahmeberechtigten absolviert haben müssen.
Um als Bewerter bei Wettbewerben mitwirken zu können, ist neben einem Schiedsrichter-Lehrgang auch ein Einweisungslehrgang zum jeweiligen Wettbewerb, der vom ausrichtenden Feuerwehrverband durchgeführt wird, erforderlich.